# Дартфорд
Дартфорд (англ. Dartford) — місто в графстві Кент у Південно-Східній Англії, адміністративний центр однойменного району.

## Відомі люди
Дартфорд пишається тим, що з нього походять Мік Джаггер і Кіт Річардс, учасники однієї з найвідоміших рок-груп — The Rolling Stones. Вони зустрілися на залізничній станції Дартфорда.

## Населення
Станом на 2001 рік у місті проживає 85 911 осіб.

## Міста побратими
- Ганау (Німеччина);
- Таллінн (Естонія).